# Rumex scutatus
Rumex scutatus L., comunemente nota come romice scudato è una pianta perenne della famiglia delle Poligonacee.

## Descrizione
Raggiunge un'altezza media di 15–45 cm. Le foglie, di colore verde con riflessi argentei, hanno la forma di uno scudo scapezzato da cui deriva l'epiteto specifico "scutatus". I fiori sono ermafroditi di colore rosso.

## Distribuzione e habitat
Questa specie, nativa dell'Europa è diffusa anche in Turchia, Iraq, Iran e Kazakistan, nonché introdotta in Gran Bretagna e Svezia.
Predilige il clima temperato e terreni ghiaiosi

## Usi
Tra le piante del genere Rumex è la meno acida e pertanto trova più impiego in cucina. Le foglie vengono cotte come gli spinaci per preparare zuppe e minestre, consumate fresche come insalata o come erba aromatica.